# Molopo
La rivière Molopo est une des principales rivières d'Afrique du Sud, à la frontière sud du Botswana. Sa longueur est de 960 km, elle est un affluent du fleuve Orange.